# Saara asmussi
Espèce
Synonymes
- Centrotrachelus asmussi Strauch, 1863
- Uromastyx asmussi (Strauch, 1863)

Statut CITES
Saara asmussi est une espèce de sauriens de la famille des Agamidae.

## Répartition
Cette espèce se rencontre en Iran, en Afghanistan et au Pakistan.

## Étymologie
Cette espèce est nommée en l'honneur de Hermann Martin Asmuss (1812–1859).

## Publication originale
- Strauch, 1863 : Characteristik zweier neuer Eidechsen aus Persien. Bulletin de l’Académie Impériale des Sciences de St. Pétersbourg, vol. 6, p. 477-480 (texte intégral).